# Lochapada
Lochapada es una ciudad censal situada en el distrito de Ganjam en el estado de Odisha (India). Su población es de 16377 habitantes (2011). Se encuentra a  5 km de Brahmapur y a 169 km de Bhubaneswar.

## Demografía
Según el censo de 2011 la población de Lochapada era de 16377 habitantes, de los cuales 8502 eran hombres y 7875 eran mujeres. Lochapada tiene una tasa media de alfabetización del 89,50%, superior a la media estatal del 72,87%: la alfabetización masculina es del 93,41%, y la alfabetización femenina del 85,28%.